# Modao zushi (serie animata)
Módào zǔshī (魔道祖师S) è una serie dònghuà ONA trasmessa a partire dal 2018, basata sull'omonimo romanzo scritto dall'autrice Mò Xiāng Tóng Xiù. La serie si svolge in un mondo xiānxiá fittizio in cui gli esseri umani tentano di raggiungere l'immortalità (仙S, xiānP) attraverso la coltivazione. La serie animata è stata finanziata da Tencent Penguin Pictures e creata da G.C May Animation & Film.
Gli episodi della prima stagione, intitolata Qián chén piān (前尘篇S), sono stati distribuiti da Tencent Video. Questa stagione è andata in onda dal 9 luglio al 6 ottobre 2018 ed è costituita da 15 episodi. La seconda stagione, intitolata Xiàn yún piān (羡云篇S), è composta da 8 episodi mandate in onda dal 3 al 31 agosto 2019 da Tencent Video. La terza stagione è stata rilasciata a partire da agosto 2021.
Nonostante gli eventi principali siano gli stessi, le vicende si svolgono in modo diverso dal romanzo.

## Trama
Tredici anni dopo l'assedio al Colle dei Sepolcri e gli eventi che ne hanno causato la morte, lo spirito di Wèi WúXiàn viene evocato da Mò XuánYǔ, un folle rifiutato dal suo clan e disprezzato dalla propria famiglia, che decide di sacrificare il proprio corpo e la propria anima per vendetta. In seguito al suo ritorno, Wèi WúXiàn si imbatterà in volti conosciuti legati al proprio passato e a causa di una serie di avvenimenti inizierà a viaggiare con uno di essi, Lán WàngJī. Il loro viaggio li porterà a scoprire molto più di quanto avrebbero creduto, portando alla luce gli eventi che realmente si celano dietro alle vicende di tredici anni prima e che causarono la morte di migliaia di persone, compreso Wèi Wúxiàn.

### Stagione 1 (2018)
| Episodi | Episodi per stagione | Titolo                      | Trasmissione      |
| 1 | 1                    | L'esilio del male (parte 1) | 9 luglio 2018     |
| A tredici anni dalla sua morte, lo spirito di Wèi WúXiàn viene evocato da Mò XuánYǔ durante un sacrificio rituale. Il giovane decide di sacrificarsi per riportare in vita il Patriarca di Yílíng in modo da vendicarsi per i soprusi subiti dalla propria famiglia. Tentando di esaudire il desiderio di Mò XuánYǔ, Wèi WúXiàn si imbatte nei discepoli del clan Lán e in una sua vecchia conoscenza alle prese con un braccio demoniaco. |                      |                             |                   |
| 2 | 2                    | L'esilio del male (parte 2) | 9 luglio 2018     |
| Wèi WúXiàn fugge per non essere riconosciuto da Lán WàngJī e arriva al Monte Dàfàn, dove incontra un giovane discepolo della scuola Jīn, Jīn Líng. In seguito scopre che il ragazzo è il nipote di Jiāng Chéng, il Gran Maestro della scuola Jiāng, e che è rimasto orfano in seguito alle sue azioni passate. Nonostante non siano in grado di riconoscerlo nel suo nuovo corpo, nel momento in cui Wèi WúXiàn usa i propri poteri contro una nuova minaccia, Jiāng Chéng e Lán WàngJī iniziano a nutrire dei dubbi e ognuno cerca di portarlo via con sé. Wèi WúXiàn cerca di disgustarli entrambi facendo leva sull'omosessualità di Mò XuánYǔ, ma non sortisce l'effetto desiderato e viene portato a Dedalo di Nubi dai discepoli Lán. Da qui inizia un flashback sull'adolescenza di Wèi WúXiàn.                           |                      |                             |                   |
| 3 | 3                    | Proseguendo gli studi       | 14 luglio 2018    |
| Wèi WúXiàn, Jiāng Chéng e Niè HuáiSāng iniziano a frequentare le lezioni a Dedalo di Nubi, ma a causa della vivacità di Wèi WúXiàn, quest'ultimo attira le ire di un giovane Lán WàngJī e del loro maestro, Lán QǐRén. Avendo infranto alcune regole della scuola Lán di cui è ospite, Wèi WúXiàn viene messo in punizione sotto la supervisione di Lán WàngJī e inizia a provocarlo in vari modi, fino a fare un suo ritratto con fattezze femminili e a scambiargli un libro con una rivista porno. Questo dà il via a uno scontro tra i due. Nel frattempo, la scuola Wēn di Qíshān libera dei demoni acquatici nelle acque di Cǎiyī, sotto la responsabilità della scuola Lán di Gūsū. |                      |                             |                   |
| 4 | 4                    | Demoni dell'acqua           | 21 luglio 2018    |
| I discepoli del clan Lán insieme a Wèi WúXiàn, Jiāng Chéng e Niè HuáiSāng, si recano al lago per eliminare i demoni acquatici, ma scoprono che hanno già raggiunto Cǎiyī. Wèi WúXiàn impressiona i presenti con le sue capacità, ma finisce sott'acqua cercando di salvare un altro discepolo e viene in contatto per la prima volta con l'energia del risentimento, prima che possa succedere altro però Lán WàngJī riesce a tirarlo fuori dall'acqua. |                      |                             |                   |
| 5 | 5                    | Cammino eretico             | 28 luglio 2018    |
| Wèi Wúxiàn infrange nuovamente le regole e viene punito insieme a Lán WàngJī. Accorgendosi che i cadaveri feroci portati a Dedalo di Nubi da Lán QǐRén si sono liberati, Lán WàngJī e Wèi WúXiàn intervengono, ma vengono separati. Wèi WúXiàn, disarmato, viene presto messo alle strette e assorbe l'energia del risentimento di uno dei cadaveri che si è avvicinato troppo. Proprio in quel momento, Jiāng Chéng lo raggiunge e gli restituisce la spada. Resosi conto delle sue condizioni, lo rimprovera e Wèi WúXiàn promette che non cercherà di incanalare quell'energia in futuro, in quanto troppo rischioso. Nella scena dopo la sigla, Wèi WúXiàn cerca di regalare dei conigli a Lán WàngJī che inizialmente li rifiuta, per poi cambiare idea quando Wèi WúXiàn dice che allora cercherà qualcuno per arrostirli. |                      |                             |                   |
| 6 | 6                    | Ritorno a casa              | 4 agosto 2018     |
| Durante una lezione di storia a Dedalo di Nubi, i discepoli iniziano a discutere di quale ragazza sia la più bella. Quando la domanda viene posta a Jīn ZiXuān, Wèi WúXiàn interviene al posto suo commentando che lui sceglierà Jiāng YànLí dal momento che sono promessi. Jīn ZiXuān però non si dimostra affatto entusiasta e i due iniziano a litigare. Wèi WúXiàn viene quindi rimandato a Distesa del Loto dove viene rimproverato da Yú ZǐYuān e assiste a un litigio tra lei e il marito, Jiāng FēngMián. Un anno dopo, anche Jiāng Chéng fa ritorno a Distesa del Loto e racconta a Wèi WúXiàn che presto si terrà un torneo di tiro con l'arco tra le scuole di coltivazione nella Capitale del Sole Immortale. |                      |                             |                   |
| 7 | 7                    | Il campione                 | 11 agosto 2018    |
| I discepoli delle varie sette di coltivazione si recano alla Capitale del Sole Immortale per il torneo, qui Wèi WúXiàn conosce Wēn Níng e ne loda le capacità. Durante il torneo Wèi WúXiàn, Jiāng Chéng e un altro discepolo sorprendono Wēn Cháo, il figlio del gran maestro della setta Wēn, a barare. Le loro critiche portano Wēn Cháo ad attaccare uno di loro, ma viene fermato da Lán WàngJī. Wēn Cháo si ritira. |                      |                             |                   |
| 8 | 8                    | L'indottrinamento           | 18 agosto 2018    |
| Alla fine del torneo, Wēn Cháo si lamenta con il padre e accusa gli altri clan di aver imbrogliato. Questo porta a una serie di rappresaglie contro gli altri clan, tra cui la distruzione del Dedalo di Nubi. Inoltre la scuola Wēn ordina agli altri clan di inviargli parte dei loro discepoli per essere rieducati, ottenendo in questo modo degli ostaggi. Durante l'indottrinamento, parte dei discepoli si ribella durante una caccia notturna. |                      |                             |                   |
| 9 | 9                    | Sulla stessa barca          | 25 agosto 2018    |
| La bestia alla quale stavano puntando durante la caccia, la xuánwǔ sanguinaria, si risveglia e i Wēn scappano, intrappolando il resto dei discepoli sotto terra con il mostro. Gettandosi in acqua, Jiāng Chéng scopre un passaggio alternativo per uscire dalla grotta e, mentre Wèi WúXiàn distrae la xuánwǔ sanguinaria, guida gli altri discepoli all'esterno. Wèi WúXiàn e Lán WàngJī restano indietro, entrambi feriti cercano di recuperare le forze e discutono di quanto successo al Dedalo di Nubi. Dopo tre giorni, recuperate le forze, uccidono la xuánwǔ sanguinaria. |                      |                             |                   |
| 10 | 10                   | Il disastro                 | 1 settembre 2018  |
| Wèi WúXiàn, svenuto poco dopo l'uccisione della bestia, si risveglia a Distesa del Loto, dove scopre che il gran maestro della scuola Lán, il padre di Lán WàngJī, è morto e Lán XīChén è ancora disperso. I problemi però raggiungono anche Distesa del Loto: Wēn Cháo reputa Wèi WúXiàn la causa della ribellione dei discepoli e vuole che venga punito. La situazione degenera velocemente e dopo aver esaudito in parte la richiesta dei Wēn grazie all'assenza del marito, Yú ZǐYuān, la madre di Jiāng Chéng, si ribella contro Wáng LíngJiāo, mandata a far eseguire la sentenza dei Wēn. |                      |                             |                   |
| 11 | 11                   | Il crollo della montagna    | 8 settembre 2018  |
| I Wēn attaccano Distesa del Loto, ma Yú ZǐYuān riesce a mettere in salvo Wèi WúXiàn e Jiāng Chéng prima che sia troppo tardi. I due ragazzi vengono mandati al largo legati da zǐdiàn e si riescono a liberare soltanto una volta lontani dal pericolo. Tornano indietro per trovare Distesa del Loto completamente distrutto e i genitori di Jiāng Chéng morti, i due ragazzi fuggono nei boschi e Jiāng Chéng sfoga il proprio dolore contro Wèi WúXiàn. |                      |                             |                   |
| 12 | 12                   | Cuore leale                 | 15 settembre 2018 |
| Wèi WúXiàn e Jiāng Chéng si rifugiano in un villaggio, ma quando Wèi WúXiàn torna dalla sua missione per recuperare del cibo, non trova più Jiāng Chéng ad attenderlo. Il ragazzo torna a Distesa del Loto, dove libera Jiāng Chéng e Wēn Níng li aiuta a nascondersi. I due possono così riposarsi e riprendersi nascosti da Wēn Níng e sua sorella, Wēn Qíng. In questo frangente Wèi WúXiàn scopre che il nucleo aureo di Jiāng Chéng è stato distrutto e pensa a un modo per ripristinarlo. |                      |                             |                   |
| 13 | 13                   | Posizione fatale            | 22 settembre 2018 |
| Wèi WúXiàn convince Jiāng Chéng a recarsi dall'eremita BàoShān la Raminga spacciandosi per lui, così da recuperare il proprio nucleo. Mentre aspetta il suo ritorno, Wèi WúXiàn viene rintracciato e attaccato da Wēn Cháo e i suoi uomini che lo lasciano a morire sul Colle dei Sepolcri, dai quali nessuno è mai riuscito a sfuggire. Lán WàngJī cerca di rintracciarlo senza successo, nel frattempo Lán XīChén e Jiāng Chéng formano un'alleanza e spingono anche gli altri clan ad unirsi a loro contro i Wēn. |                      |                             |                   |
| 14 | 14                   | Sole oscurato               | 29 settembre 2018 |
| La Campagna dell'Eclissi ha inizio e i clan attaccano Qíshān. Nonostante il vantaggio iniziale, i Wēn subiscono alcune sconfitte decisive che rinforzano il morale dei ribelli. Allo stesso tempo, alcuni discepoli Lán e Jiāng scoprono che qualcun altro sta combattendo contro i Wēn, lasciando una scia di morti e di talismani con il potere di attirare il male. A un certo punto Wēn Cháo riesce a catturare Jiāng Chéng e Lán WàngJī e dice loro che ha ucciso Wèi WúXiàn abbandonandolo sul Colle dei Sepolcri. In quel momento si sente il suono di un flauto e un cultore demoniaco arriva seguito dai cadaveri degli Wēn. |                      |                             |                   |
| 15 | 15                   | Meravigliosa quiete         | 6 ottobre 2018    |
| I cadaveri assassini evocati dal nuovo arrivato attaccano soltanto il clan Wēn e presto si scopre che il cultore misterioso non è altri che Wèi WúXiàn. Una volta eliminati i nemici, Lán WàngJī cerca di avvertirlo dei rischi della coltivazione demoniaca, ma Wèi WúXiàn rifiuta il suo aiuto. Jiāng Chéng e Wèi WúXiàn riprendono il controllo di Distesa del Loto e Wèi WúXiàn crea il Sigillo Oscuro della Tigre. Nel presente Wèi WúXiàn si risveglia a Dedalo di Nubi e trova la scorta di liquore segreta nella stanza di Lán WàngJī. Lán SīZhuī e Lán JǐngYí vanno a chiamarlo per la cena e discutono dell'assedio alla Capitale del Sole Immortale che ha messo fine alla Campagna dell'Eclissi e del Patriarca di Yílíng fino a quando non incontrano Lán WàngJī.                                                   |                      |                             |                   |

### Stagione 2 (2019)
| Episodi | Episodi per stagione | Titolo                | Trasmissione   |
| 16 | 1                    | Prendersi per mano    | 3 agosto 2019  |
| Anni prima, le scuole di coltivazione si erano alleate per sconfiggere il clan Wēn. Il gran maestro, Wēn RuòHán, fu finalmente sconfitto solo dall'azione congiunta di Niè MíngJué, Lán XīChén e Jīn GuāngYáo. Nel presente, mentre Lán XīChén si reca a Terrazza della Carpa Dorata per parlare con Jīn GuāngYáo, Wèi WúXiàn cerca di impadronirsi del lasciapassare per fuggire dal Dedalo di Nubi rubandolo a un discepolo Lán mentre fa il bagno. Fermandosi a guardare le cicatrici sulla schiena del cultore, si accorge che non è altri che Lán WàngJī. In quel momento Lán SīZhuī li raggiunge e li avverte che il braccio trovato al villaggio Mò è fuori controllo. Fatto il punto della situazione, Lán WàngJī e Wèi WúXiàn partono alla ricerca delle altre parti del cadavere e del responsabile degli eventi accaduti al villaggio Mò. Wèi WúXiàn inizia ad avere anche dubbi sul perché Mò XuánYǔ abbia evocato proprio il suo spirito. |                      |                       |                |
| 17 | 2                    | Amore e odio          | 3 agosto 2019  |
| Lán WàngJī e Wèi WúXiàn si imbattono in uno scontro tra Jīn Líng e il gran maestro Yáo. Intervengono per fermarli e avvertono una forte quantità di energia del risentimento, è questa che sta causando allucinazioni al gran maestro Yáo spingendolo ad attaccare Jīn Líng. Quando il gran maestro Yáo inizia a parlare di Jiāng YànLí, la madre di Jīn Líng, e Wèi WúXiàn, il ragazzo fugge solo per finire in mezzo ai cadaveri e viene attaccato dalla testa di uno di essi. La testa si scopre appartenere a Jīn ZiXūn, uno zio di Jīn Líng, dalla quale si scoprono altri dettagli del passato di Wèi WúXiàn. Lán WàngJī difende Wèi WúXiàn sostenendo che nonostante avesse usato la coltivazione demoniaca, le sue intenzioni non erano disonorevoli. Con l'arrivo di Wēn Níng, Jīn Líng lancia un segnale per richiedere l'aiuto di Jiāng Chéng. |                      |                       |                |
| 18 | 3                    | La trama dell'intrigo | 3 agosto 2019  |
| Wēn Níng riesce a fuggire e Jiāng Chéng se ne va con Jīn Líng. Wèi WúXiàn riesce a distruggere la matrice, così che nessuno resti più intrappolato. Prima di lasciare la montagna, Wèi WúXiàn e Lán WàngJī vedono alcuni cadaveri con il marchio di Shuānghuá, la spada di Xiǎo XīngChén. A Dedalo di Nubi nel frattempo, il braccio va di nuovo fuori controllo. Lán WàngJī e Wèi WúXiàn lo inseguono usando la bussola del male e arrivano a Qīnghé, dove incontrano Jīn Líng e il suo cane spirituale, Fata. |                      |                       |                |
| 19 | 4                    | Shīshū                | 9 agosto 201   |
| Sentendo Fata abbaiare, Lán WàngJī e Wèi WúXiàn si dirigono in quella direzione e trovano un castello pieno di bare in cui vengono conservate delle sciabole. I due si mettono alla ricerca di Jīn Líng e lo trovano all'interno di un muro. Dopo averlo portato all'esterno, Lán WàngJī e Fata si accorgono del fatto che qualcuno li stesse spiando e inseguono lo sconosciuto. Nel frattempo Lán XīChén e Jīn GuāngYáo sono alla ricerca di Niè HuáiSāng, il gran maestro della scuola Niè di Qīnghé. Rimasto solo con Jīn Líng, Wèi WúXiàn si accorge del marchio maledetto sulla gamba del ragazzo e lo sposta su di sé, provocandosi una serie di allucinazioni. Jiāng Chéng compare proprio in quel momento. |                      |                       |                |
| 20 | 5                    | Indomito              | 17 agosto 2019 |
| Jīn Líng si risveglia in una locanda e ricorda parte degli eventi del giorno precedente, nel frattempo, in un'altra stanza, Wèi WúXiàn e Jiāng Chéng parlano del passato e la discussione degenera fino a quando non appare Wēn Níng. Jiāng Chéng e il Generale Fantasma iniziano a combattere all'esterno, ma Wèi WúXiàn riesce a mandare via Wēn Níng prima che questi perda il controllo. Wèi WúXiàn fugge a sua volta e si trova davanti Jīn Líng, con il quale si scusa per gli eventi del Monte Dàfàn. Più tardi, Wèi WúXiàn viene raggiunto da Wēn Níng e ricorda alcuni eventi del passato. |                      |                       |                |
| 21 | 6                    | Giusto e sbagliato    | 24 agosto 2019 |
| Jīn GuāngYáo e Lán XīChén discutono del possibile legame tra la comparsa del braccio al villaggio Mò e il ritorno del Generale Fantasma. Nel frattempo, Wèi WúXiàn libera la coscienza di Wēn Níng, ma lui non è in grado di ricordare molto di quanto successo negli ultimi anni, a parte Jīn GuāngShàn e qualcuno vestito come i membri del clan Lán. Wèi WúXiàn sviene a causa del marchio maledetto e ricorda gli eventi avvenuti quindici anni prima, dall'incontro con Lán WàngJī all'imboscata tesagli da alcuni membri del clan Jīn al sentiero Qióngqí e alla morte di Jīn ZiXuān causata dalla perdita di controllo di Wēn Níng. |                      |                       |                |
| 22 | 7                    | Caos notturno         | 31 agosto 2019 |
| Wèi WúXiàn sviene dopo l'incidente del sentiero Qióngqí e si risveglia sul Colle dei Sepolcri. Wēn Qíng e Wēn Níng, dopo averlo immobilizzato, lasciano il rifugio per costituirsi, pensando che in questo modo gli altri clan non avrebbero più usato Wèi WúXiàn come capro espiatorio. Riguadagnata la capacità di muoversi, Wèi WúXiàn va alla Capitale del Sole Immortale, determinato a scoprire chi ci fosse dietro l'imboscata del sentiero Qióngqí, ma la situazione degenera quando qualcuno fa perdere il controllo a Wēn Níng ed evoca una gran quantità di energia del risentimento. Il combattimento si ferma solo grazie all'intervento di Jiāng YànLí che viene però ferita nel tentativo e poco dopo muore cercando di salvare Wèi WúXiàn da un attacco a tradimento. A quel punto Wèi WúXiàn perde definitivamente il controllo. Nel presente, Wèi WúXiàn si risveglia dopo che Lán WàngJī ha soppresso almeno temporaneamente il marchio maledetto. I due parlano e si scopre che Lán WàngJī sapeva della vera identità di Wèi WúXiàn fin da quando si erano incontrati al Monte Dàfàn, ma non ha intenzione di rivelargli come lo ha riconosciuto. |                      |                       |                |
| 23 | 8                    | Verità                | 31 agosto 2019 |
| Mentre Lán WàngJī e Wèi WúXiàn stanno cenando, Niè HuáiSāng entra nella stanza, sostenendo di essersi trovato nei paraggi per caso. Sospettosi, i due iniziano a interrogarlo, scoperta la verità sul castello, vi si dirigono nuovamente, ma vengono attaccati da degli uomini in nero. Con l'aiuto di Lán XīChén e Jīn GuāngYáo appena arrivati, riescono a liberarsi dei nemici. Studiando i loro cadaveri, Wèi WúXiàn si accorge che uno di loro porta i segni della maledizione dei cento fori, per la quale era stato accusato anni prima, inoltre dal loro combattimento si sono accorti che i loro aggressori conoscevano le tecniche della scuola Lán. Wèi WúXiàn e Lán WàngJī riprendono il viaggio e giungono alla Città di Yì dove però trovano solo cadaveri con il marchio di Shuānghuá e incontrano Xiǎo XīngChén. |                      |                       |                |

### Stagione 3 (2021)
| Episodi | Episodi per stagione | Titolo                 | Trasmissione      |
| 24 | 1                    | La città di Yì         | 7 agosto 2021     |
| Arrivati alla Città di Yì, Lán WàngJī e Wèi WúXiàn iniziano a indagare sullo stato della città e sulla presenza di Xiǎo XīngChén. |                      |                        |                   |
| 25 | 2                    | Shuānghuá              | 7 agosto 2021     |
| Wèi WúXiàn e Lán WàngJī incontrano Jīn Líng, Lán SīZhuī, Lán JǐngYí e ŌuYáng ZiZhēn (il figlio del gran maestro della Scuola Bālíng Ōuyáng) attirati anche loro alla Città di Yì. Il gruppo viene separato e Wèi WúXiàn e Jīn Líng si trovano faccia a faccia con Xiǎo XīngChén, del quale si scoprono le vere intenzioni. |                      |                        |                   |
| 26 | 3                    | Il sogno               | 14 agosto 2021    |
| La verità sulle vicende riguardanti Xiǎo XīngChén e i suoi compagni Sòng Lán e Ā-Qìng, compreso quanto accaduto con Xuē Yáng, viene a galla grazie all'intervento di Ā-Qìng stessa. |                      |                        |                   |
| 27 | 4                    | Ubriacarsi             | 21 agosto 2021    |
| Risolto il mistero riguardante la Città di Yì, il gruppo si reca a Yunping. Wèi WúXiàn e Lán WàngJī iniziano ad indagare sul tempio di GuānYīn. |                      |                        |                   |
| 28 | 5                    | Una vecchia conoscenza | 28 agosto 2021    |
| Lán XīChén aiuta Wèi WúXiàn e Lán WàngJī a riprendere il controllo del cadavere e ne riconoscono l'identità. I tre si recano insieme all'annuale conferenza dibattito tenuta a Terrazza della Carpa Dorata. Wèi WúXiàn aiuta Jīn Líng ad avere la meglio in una rissa. |                      |                        |                   |
| 29 | 6                    | La Venerata Triade     | 4 settembre 2021  |
| Wèi WúXiàn e Lán WàngJī si immergono nel passato e indagano sul rapporto tra Jīn GuāngYáo e Niè MíngJué. |                      |                        |                   |
| 30 | 7                    | Spirito deviato        | 11 settembre 2021 |
| Wèi WúXiàn e Lán WàngJī scoprono finalmente cosa accadde tredici anni prima tra Jīn GuāngYáo e Niè MíngJué. Nuove informazioni riguardanti Jīn GuāngYáo vengono a galla e la vera identità di Wèi WúXiàn, ancora creduto da tutti Mò XuánYǔ, viene scoperta. |                      |                        |                   |
| 31 | 8                    | Predestinato           | 18 settembre 2021 |
| Wèi WúXiàn viene ferito da Jīn Líng e Lán WàngJī lo riporta al Dedalo di Nubi, dove scopre il significato nascosto del nastro frontale del clan Lán e alcune segreti legati all'infanzia di Lán XīChén e Lán WàngJī. Wèi WúXiàn e Lán WàngJī fanno ascoltare a Lán XīChén il Suono della Chiarezza che Jīn GuāngYáo ha suonato in passato per Niè MíngJué e i tre realizzano che la melodia è stata corrotta. Nel frattempo qualcuno sta attaccando i giovani cultori usando la coltivazione demoniaca. |                      |                        |                   |
| 32 | 9                    | Evidente               | 25 settembre 2021 |
| Lán SīZhuī, Lán JǐngYí e Jīn Líng insieme ad altri discepoli vengono catturati e tenuti in ostaggio sul Colle dei Sepolcri. Presto vengono trovati da Wèi WúXiàn e Lán WàngJī, seguiti a ruota dagli altri clan che accusano Wèi WúXiàn di essere la causa dei recenti attacchi da parte dei cadaveri feroci. Nonostante le accuse, Wèi WúXiàn difende i cultori, nel frattempo si scopre anche chi è il vero responsabile di quella situazione.                                                        |                      |                        |                   |
| 33 | 10                   | Odio                   | 2 ottobre 2021    |
| Wèi WúXiàn e Lán WàngJī fanno da esca per distrarre la nuova ondata di cadaveri feroci e salvare gli altri. Gli ultimi avvenimenti e le ultime scoperte riguardanti Jīn GuāngYáo aprono gli occhi dei cultori presenti che capiscono di essere stati ingannati a lungo. Jiāng Chéng, Wèi WúXiàn e Lán WàngJī raggiungono il tempio di GuānYīn e si scontrano con Jīn GuāngYáo. |                      |                        |                   |
| 34 | 11                   | Lama nascosta          | 9 ottobre 2021    |
| Lo scontro giunge al culmine con l'arrivo del cadavere feroce di Niè MíngJué. Dopo una lotta senza esclusione di colpi, Jīn GuāngYáo viene finalmente fermato e la vera natura di Niè HuáiSāng, anch'egli presente al tempio di GuānYīn, viene rivelata. Jīn GuāngYáo muore e i sopravvissuti si riuniscono a Yúnmèng. |                      |                        |                   |
| 35 | 12                   | Ritorno all'isolamento | 16 ottobre 2021   |
| Gli ultimi segreti vengono rivelati e tutti si incamminano verso un nuovo inizio. |                      |                        |                   |

## Colonna sonora
|    | Titolo                                   | Testo                                | Musica                | Cantante       | Durata |
| -- | ---------------------------------------- | ------------------------------------ | --------------------- | -------------- | ------ |
| 1. | "Drunken Dreams of the Past (醉梦前尘S)" | Sūn YùJìng                           | Sūn YùJìng            | Lín ZhìXuàn    | 04:31  |
| 2. | "Asking the Zither (问琴S)"              | Sūn YùJìng                           | Sūn YùJìng, Féng Shuò | Yín Lín        | 03:16  |
| 3. | "No Envies (不羡S)"                      | Miáo BǎiYáng                         | Hé Liàng              | S.I.N.G        | 04:28  |
| 4. | "Unchanging Youth (少年如故S)"           | Chéng Yī, Hé SīWēi                   | Lín Hǎi               | R1SE           | 04:20  |
| 5. | "Envying Clouds (羡云S)"                 | Sūn YùJìng                           | Sūn YùJìng            | HITA           | 03:00  |
| 6. | "As Promised (如许S)"                    | Luán Jié                             | Tán Xuán              | Lín ZhìXuàn    | 04:18  |
| 7. | "Unforgettable (无忘S)"                  | Wǒ shì Y/Rǎn Yì/yè xiǎo mò@jīn wōniú | Zhōng WǎnYún          | Zhāng JìngYǐng | 04:45  |

## Accoglienza
La serie ha ricevuto recensioni positive per la trama e la qualità della produzione, riscontrando il gradimento dei fan cinesi e internazionali. In Cina, la serie ha scalato le classifiche, guadagnando 1,4 miliardi di visualizzazioni sulla piattaforma streaming della Tencent. Su Douban, Módào zǔshī ha ricevuto 8.9 su 10, diventando uno dei dònghuà più famosi in Cina nel 2018.
All'estero, Módào zǔshī è stato diffuso da Tencent tramite il canale YouTube ufficiale a partire dal 27 agosto 2019 e su WeTV con il titolo The Founder of Diabolism, una piattaforma streaming per gli spettatori oltreoceano creata da Tencent.

## Mo dao zu shi Q
Módào zǔshī Q (魔道祖师QS) è un dònghuà spin-off composto da 30 episodi della durata di 5 minuti in cui vediamo i personaggi interagire al di fuori della storia principale. La serie copre un arco di tempo che va dagli studi a Dedalo di Nubi fino al presente. Gli episodi sono prevalentemente di genere comico e in stile chibi.